# Gil Shwed
Gil Shwed (hebrejsky: גיל שוויד, narozený 1969) je izraelský programátor a podnikatel. Je zakladatelem, generálním ředitelem a předsedou představenstva společnosti Check Point Software Technologies Ltd.

## Biografie
Narodil se v Jeruzalémě a studoval na Hebrejské univerzitě. Sloužil ve zpravodajské jednotce jednotce 8200 v rámci Izraelských obranných sil
 a v roce 1993 se svými kolegy založil společnost Check Point Software Technologies Ltd. Téhož roku vynalezl a nechal si patentovat stavový firewall.
V červnu 2005 mu byl udělen čestný doktorát na Technionu - Izraelském technologickém institutu. V roce 2005 byl v internetové soutěži 200 největších Izraelců zvolen 69. největším Izraelcem všech dob. Je členem dozorčí rady Telavivské univerzity.
Žije v Tel Avivu, je ženatý a má dvě děti.